# Laurence Fishburne
Laurence John Fishburne III (ur. 30 lipca 1961 w Augusta) – amerykański aktor, producent i reżyser.

## Życiorys

### Wczesne lata
Urodził się w Augusta w stanie Georgia jako syn Hattie, nauczycielki szkoły średniej, i Laurence’a Fishburne’a II, który pracował jako strażnik więzienny w Bronksie. Gdy dorastał jego rodzice rozeszli się, a matka przeniosła się na Brooklyn. Ojciec spotykał się z synem raz w miesiącu. Jego ojcem chrzestnym był Maurice Anthony Watson, wykładowca uczelni.

### Kariera
Miał 10 lat gdy trafił na scenę New Federal Theatre w Nowym Jorku, wcielając się w rolę młodego fana baseballu. Od tamtej pory nieprzerwanie rozwijał swoją karierę aktorską. W wieku 12 lat pojawił się po raz pierwszy na małym ekranie jako Joshua West Hall, adoptowany syn kapitana policji w operze mydlanej ABC Tylko jedno życie (One Life to Live, 1973). Na dużym ekranie zadebiutował dwa lata później w dramacie Kukurydziana buła, Hrabia i ja (Cornbread, Earl and Me, 1975). W 1975 powrócił na scenę New Federal Theatre w spektaklu Sekcja D (Section D) jako Tony Pridgeon. W 1976 wraz z grupą Negro Ensemble Company wystąpił jako Solomon Barton na scenie off-Broadwayu w przedstawieniu Eden.
Po ukończeniu 15 roku życia, został zaangażowany do roli G.I. w dramacie wojennym Czas apokalipsy (Apocalypse Now, 1979) Francisa Forda Coppoli, który potem powierzył mu role w swoich filmach: Rumble Fish (1983), Cotton Club (1984) i Kamienne ogrody (Gardens of Stone, 1987). Tajniki aktorstwa poznawał w nowojorskiej szkole średniej Julia Richman High School i Akademii Lincoln Square.
Następnie dołączył do obsady pięcioodcinkowego komediowego serialu wojennego NBC The Six O’Clock Follies (1980) i pojawił się w jednym z odcinków serialu M*A*S*H (1982) jako kapral Dorsey. Zagrał niewielką rolę Swaina w dramacie Stevena Spielberga Kolor purpury (The Color Purple, 1985) z Whoopi Goldberg. Podjął współpracę ze Spikiem Lee na planie komediodramatu muzycznego Szkolne oszołomienie (School Daze, 1988). Telewidzowie mogli go dostrzec popularnym serialu NBC Policjanci z Miami (Miami Vice, 1986) oraz w roli kowboja Curtisa w komediowym programie dla dzieci CBS Pee-Wee’s Playhouse (1987). Zwrócił na siebie uwagę krytyków filmowych rolą kochającego ojca, strzegącego swojego syna przed zgubnymi wpływami gangu w dramacie kryminalnym Johna Singletona Chłopaki z sąsiedztwa (Boyz N The Hood, 1991).
W 1992 odebrał nagrody teatralne – Tony Award, Drama Desk, Outer Critics Circle Award oraz Theater World Award za rolę erupcyjnego Sterlinga Johnsona, byłego kelnera, którą po raz pierwszy zagrał w Yale Repertory Theatre w sztuce Augusta Wilsona Dwa pociągi wyścigowe (Two Trains Running) przeniesionej na scenę broadwayowską.
Wielkim sukcesem na kinowym ekranie okazała się autentyczna postać amerykańskiego muzyka, producenta i poszukiwacza talentów Ike’a Turnera Seniora, okrutnego męża Tiny Turner (Angela Bassett) w biograficznym dramacie muzycznym Briana Gibsona Tina (What’s Love Got to Do With It?, 1993). Rola ta przyniosła mu nominację do Oscara. W 1993 roku otrzymał nagrodę Emmy za występ w programie Tribeca. W roku 1995 debiutował na scenie off-Broadwayu jako scenarzysta i reżyser teatralny spektaklem Riff-Raff. Został po raz drugi laureatem nagrody Emmy jako producent telewizyjnego dramatu wojennego HBO Miss Evers’ Boys (1997).
W 1999 roku wystąpił w roli króla Henryka II w broadwayowskim przedstawieniu Lew w zimie (The Lion in Winter).
Sławę przyniosła mu rola Morfeusza w trylogii sci-fi Matrix (1999), Matrix Reaktywacja (The Matrix Reloaded, 2002) i Matrix Rewolucje (The Matrix Revolutions, 2003).

## Życie prywatne
W 1985 poślubił Hajnę O. Moss (ur. 1963), kierowniczkę obsady, którą poznał przez Spike’a Lee, z którą ma syna Langstona (ur. 1987) i córkę Montanę (ur. 7 września 1991; jej ojcem chrzestnym jest Martin Sheen). Jednak w 1992 rozwiódł się. Jego towarzyszką życia była Victoria Dillard (1992). 20 września 2002 w Nowym Jorku Fishburne ożenił się ponownie z aktorką Giną Torres (ur. 1969), z którą wcześniej romansował w 1995 i związał w roku 2000. W czerwcu 2007 urodziła się ich córka Delilah. 16 kwietnia 2018 para oficjalnie się rozwiodła.

## Filmografia

### Aktor
- 1973–1976: Tylko jedno życie (One Life to Live) jako dr Joshua „Josh” Hall #1
- 1975: Cornbread, Earl and Me jako Wilford Robinson
- 1975: If You Give a Dance, You Gotta Pay the Band
- 1979: Czas apokalipsy (Apocalypse Now) jako pan Clean
- 1979: Szybka przerwa (Fast Break) jako dziecko
- 1980: Willie i Phil (Willie and Phil)
- 1980: The Six O’Clock Follies jako Robby Robinson
- 1980: A Rumor of War jako Lightbulb
- 1982: Życzenie śmierci 2 (Death Wish 2) jako Cutter
- 1983: For Us the Living: The Medgar Evers Story jako Jimbo Collins
- 1983: I Take These Men jako Hank Johnson
- 1983: Rumble Fish jako Midget
- 1984: Cotton Club (The Cotton Club) jako Bumpy Rhodes
- 1985: Kolor purpury (The Color Purple) jako Swain
- 1986: Żywe srebro (Quicksilver) jako Voodoo
- 1986: Band of the Hand jako Cream
- 1986: Posterunek przy Hill Street (Hill Street Blues, serial TV) jako Maurice Haynes
- 1986–1990: Pee-wee’s Playhouse (serial TV) jako kowboj Curtis
- 1987: Cherry model 2000 (Cherry 2000) jako Glu Glu Lawyer
- 1987: Kamienne ogrody (Gardens of Stone) jako Flanagan
- 1987: Koszmar z ulicy Wiązów III: Wojownicy snów (A Nightmare On Elm Street 3: Dream Warriors) jako Max
- 1988: Szkolne oszołomienie (School Daze) jako Dap
- 1988: Czerwona gorączka (Red Heat) jako porucznik Stobbs
- 1990: Kompania karna (Cadence) jako Roosevelt Stokes
- 1990: Decoration Day jako Michael Waring
- 1990: Król Nowego Jorku (King of New York) jako Jimmy Jump
- 1991: Precedensowa sprawa (Class Action) jako Nick Holbrook
- 1991: Chłopaki z sąsiedztwa (Boyz N the Hood) jako Furious Styles
- 1991: Serca ciemności (Hearts of Darkness: A Filmmaker’s Apocalypse) jako on sam
- 1992: Podwójny kamuflaż (Deep Cover) jako Russell Stevens Jr./John Hull
- 1993: Tina jako Ike Turner
- 1993: Szachowe dzieciństwo (Searching for Bobby Fischer) jako Vinnie
- 1995: Otello (Othello) jako Otello
- 1995: Czarna eskadra (The Tuskegee Airmen) jako Hannibal Lee Jr.
- 1995: W słusznej sprawie (Just Cause) jako Tanny Brown
- 1995: Złe towarzystwo (Bad Company) jako Nelson Crowe
- 1995: Studenci (Higher Learning) jako profesor Maurice Phipps
- 1995: Before Your Eyes: Angelie’s Secret jako narrator
- 1996: Ścigani (Fled) jako Piper
- 1997: Miss Evers’ Boys jako Caleb Humphries
- 1997: Ukryty wymiar (Event Horizon) jako Miller
- 1997: Gangster (Hoodlum) jako Bumpy Johnson
- 1998: Zawsze na dnie (Always Outnumbered) jako Socrates Fortlow
- 1999: Matrix (The Matrix) jako Morfeusz
- 2001: Osmosis Jones jako Thrax (głos)
- 2003: Matrix Reaktywacja (Matrix Reloaded) jako Morfeusz
- 2003: Matrix Rewolucje (The Matrix Revolutions) jako Morfeusz
- 2003: Pokonaj najszybszego (Biker Boyz) jako Manuel ‘Smoke’ Galloway
- 2003: Rzeka tajemnic (Mystic River) jako Whitey Powers
- 2005: Pięć palców (Five Fingers) jako Ahmat
- 2005: Atak na posterunek (Assault on Precinct 13) jako Marion Bishop
- 2006: Akeelah i jej nauczyciel jako dr Joshua Larabee
- 2006: Mission: Impossible III jako Brassell
- 2006: Bobby jako Edward Robinson
- 2006: Podwójna tożsamość (The Death and Life of Bobby Z) jako Tad Gruzsa
- 2007: Wojownicze Żółwie Ninja (Teenage Mutant Ninja Turtles) jako narrator
- 2007: Fantastyczna Czwórka: Narodziny Srebrnego Surfera (Fantastic Four: Rise of the Silver Surfer) jako Norrin Radd/Srebrny Surfer (głos)
- 2008: 21 jako Cole Williams
- 2009–2010: CSI: Kryminalne zagadki Las Vegas (C.S.I.: Crime Scene Investigation) jako dr Raymond Langston
- 2009: Opancerzony (Armored) jako Baines
- 2010: Predators jako Noland
- 2011: Epidemia strachu jako doktor Ellis Cheever
- 2013–2015: Hannibal jako agent specjalny Jack Crawford
- 2013: Kolonia (The Colony) jako Briggs
- 2013: Człowiek ze stali (Man of Steel) jako Perry White[15]
- 2014: Sygnał jako Damon
- 2016: Batman v Superman: Świt sprawiedliwości jako Perry White
- 2016: Pasażerowie (Passengers) jako Gus Mancuso
- 2016: Korzenie (Roots) jako Alex Haley (głos zza kadru)
- 2017: John Wick 2 jako the Bowery king
- 2018: Ant-Man i Osa jako Bill Foster
- 2019: Podróże z diabłem (Running with the Devil) jako The Man
- 2019: John Wick 3 jako the Bowery king
- 2023: John Wick 4 jako the Bowery king

### Reżyser
- 2000: Once In the Life

### Scenariusz
- 2000: Once In the Life

### Producent
- 2007: A Landlord’s Tale
- 2006: Akeelah and the Bee
- 2005: Pięć palców (Five Fingers)
- 2005: The Beltway
- 2000: Once In the Life
- 1998: Zawsze na dnie (Always Outnumbered)